# Sabacon claviger
Nemastoma clavigerum, Sabacon bachofeni
Espèce
Synonymes
- Nemastoma clavigerum Menge. 1854
- Sabacon bachofeni Roewer, 1939

Sabacon claviger est une espèce fossile d'opilions dyspnois de la famille des Sabaconidae.

## Distribution
Cette espèce a été découverte dans de l'ambre de la Baltique en Pologne et en Russie et en Ukraine à Rivne. Elle date du Paléogène.

## Classification
Cette espèce a été décrite sous le protonyme Nemastoma clavigerum par le naturaliste prussien Anton Menge (1808-1880) en 1854. Elle est placée dans le genre Sabacon par Staręga en 2002.
Sabacon bachofeni a été placée en synonymie par Staręga en 2002.

### Publication originale
- C. L. Koch & Berendt, 1854 : « Die im Bernstein befindlichen Crustaceen, Myriapoden, Arachniden und Apteren der Vorwelt. » Die in Berstein befindlichen Organischen Reste der Vorwelt, Berlin, vol. 1, no 2, p. 1-124.